# Lejeunea villaumei
Lejeunea villaumei là một loài Rêu trong họ Lejeuneaceae. Loài này được (Stephani) Grolle mô tả khoa học đầu tiên năm 1977.